# Kievermontmolen
De Kievermontmolen is een watermolenrestant in op de Molse Nete, die zich bevindt aan de Keulsekarstraat in het gehucht Kievermont ten oosten van Geel-Centrum.
De molen werd opgericht in 1472 als een houten gebouw. Hij fungeerde als korenmolen. In 1482 werd hij vernoemd als banmolen van de Abdij van Chèvremont (nabij Kerkrade). Uiteindelijk kwam hij in bezit van de heren van Geel en bleef dat tot eind 18e eeuw, waarop hij onteigend werd en in 1804 verkocht aan een particuliere molenaar.
In 1966 verkocht de weduwe van de laatste molenaar de molen, inclusief de sluis, het maal- en het visrecht aan de gemeente Geel. Deze liet de sluis afbreken en het molenrad verwijderen om wateroverlast te voorkomen. Het geheel bestaat uit een fabriekachtig gebouw van drie verdiepingen hoog, en een boven de rivier gelegen bijgebouwtje dat met golfplaten is afgedekt. In 2006 werd dit geheel aan een particulier verkocht die er een woning van maakte. In 2008 kwam er een vispassage.

## Bron
- Molenecho's